# The Skatalites
The Skatalites je jamajška glasbena skupina, ki je igrala glavno vlogo v popularizaciji skaja, prve prave jamaške glasbe, ustvarjene z mešanjem boogie-woogie bluesa, ritma in bluesa, jazza, menta, calypsa in afriških ritmov. Veliko svojih najbolj znanih pesmi (npr. »Guns of Navarone«) so posneli med letoma 1964 in 1965, igrali pa so tudi na ploščah Princa Bustra in ostalih jamajških pevcev.
Člani skupine so bili Tommy McCook, Roland Alphonso, Lloyd Brevett, Lloyd Knibb, Lester Sterling, Don Drummond, Jah Jerry Haynes, Jackie Mittoo, Johnny Moore, Jackie Opel in Doreen Shaffer. Skladba pozavnista Drummonda »Man In The Street« se je na glasbenih lestvicah Združenega kraljestva zavihtela med prvih 10. Drummond ni bil samo najbolj zaposlen komponist v skupini, ampak tudi najbolj ploden med vsemi izvajalci skaja z najmanj 200-imi napevi do leta 1965.
1. januarja 1965 so Drummonda zaprli zaradi umora njegove punce Anite 'Marguerite' Mahfood, avgusta tega leta pa so the Skatalites zaigrali njihov zadnji koncert. Po razpadu skupine sta nastali dve novi: »Rolando Alphonso and the Soul Vendors« in »Tommy McCook and the Supersonics«. Drummond je umrl v Bellevue Asylum 6. maja 1969 pri starosti 37 let.
Junija 1983 so se the Skatalites ponovno združili za nastop na Sunsplash festivalu v Montego Bay v juliju. Med letoma 1985 in 1988 je peščica članov emigrirala in se ponovno združila na severovzhodu ZDA. Njihov prvi koncert v združenih državah je bil v »The Village Gate«, januarja 1990 pa so začeli svojo prvo turnejo po ZDA. Leta 1992 so imeli prvo turnejo tudi v Evropi.
Junija 1996 so bili the Skatalites nominirani za Grammyja v kategoriji za najboljši album reggaeja za izdajo »Hi Bop Ska« leta 1995 pri založbi Shanachie Records. Januarja 1997 so bili ponovno nominirani za Grammyja v isti kategoriji, za album »Greetings From Skamania«.
V svoji prvi svetovni turneji, ki se je začela februarja 2002 in je trajala devet mesecev so prepotovali ZDA, Evropo, Mehiko, Venezuelo, Portoriko, Rusijo in Japonsko.
Od leta 2004 so člani skupine Val Douglas, Lloyd Knibb, Doreen Shaffer, Vin Gordon, Ken Stewart, Karl Bryan, Devon James, Lester Sterling in Kevin Batchelor.

## Diskografija
- Ska Authentic (Studio One, 1967)
- Ska Authentic, Vol. 2 (Studio One, 1967)
- African Roots (United Artists, 1978)
- Scattered Lights (Alligator, 1984)
- Return of the Big Guns (Island Records, 1984)
- With Sly & Robbie & Taxi Gang (Vista, 1984)
- Stretching Out v živo (ROIR, 1987)
- Hog in a Cocoa (Culture Press, 1993)
- I'm in the Mood for Ska (Trojan Records, 1993)
- Ska Voovee (Shanachie, 1993)
- Hi-Bop Ska (Shanachie, 1994)
- In the Mood for Ska (Trojan Records, 1995)
- Greetings from Skamania (Shanachie, 1996)
- The Skatalite! (Jet Set Records, 1997)
- Foundation Ska (Heartbeat, 1997)
- Ball of Fire (Island, 1998)
- Nucleus of Ska (Music Club, 2001)
- Herb Dub, Collie Dub (Motion, 2001)
- Ska Splash (Moon Ska, 2002)
- Lucky Seven (2002)
- From Paris With Love (World Village, 2002; posneto v Berlinu, 1986)
- Celebration (Studio One, 2002)
- Ska-ta-shot (2002)
- In Orbit vol.1 - Live from Argentina (2005)
- On the Right Track (AIM, 2007)
- Walk With Me (Wrasse/Skatalites/Moondust, 2013)